# David Raúl Villalba
David Raúl Villalba Candía (San Lorenzo, 13 aprile 1982) è un calciatore paraguaiano, difensore del CAI.